# 東雲佑
東雲 佑（しののめ たすく、1987年 - ）は、日本の群馬県出身の小説家である。群馬県在住。

## 概要
群馬県高崎市の小説家。「東雲」はペンネームであり、夜明け前の空の色のことを指している。
第3回ネット小説大賞（旧: なろうコン）で「図書館ドラゴンは火を吹かない」が追加受賞を果たし、同作の書籍化に伴って2016年にデビューを果たした。『図書館ドラゴンは火を吹かない』は続刊には至らなかったものの、東雲は「【書籍制作】東雲佑デビュー作『図書館ドラゴンは火を吹かない』2巻刊行プロジェクト」を立ち上げ、クラウドファンディングサービスの「Makuake」を使ったクラウドファンディングプロジェクトによって物語の続編を提供することに成功した。クラウドファンティングに伴って、同書のイメージソング『Liekki』（作曲: yukkedoluce）も発表された。
東雲は「幻想小説」が人気の作家である。龍ケ崎市を舞台とした小説「女化町の現代異類婚姻譚」を情報サイト「パンタポルタ」で連載していた縁で、2020年2月には東雲と共に龍ケ崎市のまちを巡るというまち歩きイベントも開催予定であったが、コロナ禍に伴い中止となった。2022年3月6日に「女化町の現代異類婚姻譚」が完結した際には「エリート情報茨城県南版」内で一面記事が組まれた。

## 人物
尊敬する作家としては古川日出男の名前をあげている。元茨城県民の妻がいる。ゲーム『デビルサマナー ソウルハッカーズ』の攻略本を読んだときに、モンスターの神話伝説上におけるプロフィールが詳しく描かれていたことを機に神話に興味を持ち始めたと話している。また、好きな神話はフィンランドの民族叙事詩『カレワラ』であると話している。2018年1月下旬、「ノザキのコンビーフ」の巻き取り鍵がついていないことをTwitter上で呟いたことを受けて川商フーズの担当者が行った対応が「神対応」だと話題となり、一連の流れはネットニュースにも掲載された。

## 作品一覧

### 書籍
- 『図書館ドラゴンは火を吹かない』（イラスト: 輝竜司、宝島社、2016年2月20日、ISBN 978-4-8002-4984-5）[5]

### エッセイ
- 『作家と学ぶ異類婚姻譚』（パンタポルタ）[14]
- 『女化町の現代異類婚姻譚』（パンタポルタ他）[15]